# Tatsugo Kawaishi
Tatsugo Kawaishi (jap. 河石 達吾 Kawaishi Tatsugo; * 10. Dezember 1911 in Etajima; † 17. März 1945 in Iwojima) war ein japanischer Schwimmer.
Kawaishi absolvierte zunächst ein Jurastudium an der Keiō-Universität. 1932 wurde er für das japanische Team der Olympischen Spiele nominiert. In Los Angeles nahm er am Wettbewerb über 100 m Freistil teil und gewann Silber.
Im Anschluss war er von 1933 bis 1935 an der Kaiserlich Japanischen Marineakademie Ausbilder. Nach einer Beschäftigung beim Vorgänger von Kansai Denryoku trat er der Kaiserlich Japanischen Armee bei und war anschließend in Hiroshima stationiert. Beim Zweiten Japanisch-Chinesischen Krieg diente er an der Front in China und wurde nach fünf Jahren zum Oberleutnant befördert. Nach kurzzeitiger Entlassung aus dem Dienst wurde er im Juni 1944 aufgrund des Pazifikkrieges erneut einberufen und in Iwojima stationiert. Dort wurde er zum Kommandanten des nördlichen Distrikts der Insel ernannt. Kawaishi starb am 17. März 1945 in der Schlacht um Iwojima im Alter von 33 Jahren. Er wurde posthum zum Hauptmann befördert.